# 黄昏海岸
「黄昏海岸」（たそがれかいがん）は、太田裕美が1980年7月に発売したシングルである。

## 解説
- 前作の『南風 - SOUTH WIND -』に引き続き、網倉一也が作詞・作曲を担当した。

## 収録曲
A面
1. 黄昏海岸（3分34秒）
  - 作詞・作曲:網倉一也／編曲:萩田光雄

B面
1. Misty Night にさよならを…（4分03秒）
  - 作詞:山川啓介／作曲:網倉一也／編曲:萩田光雄